# Peder Bille

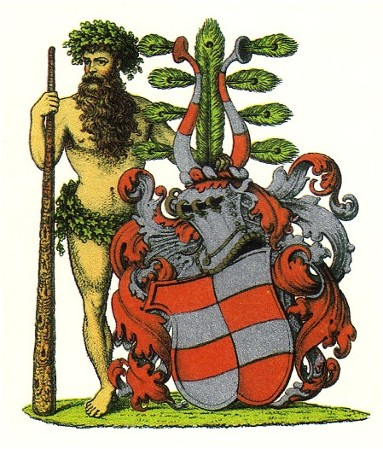
Ätten Billes vapen såsom det avbildades i Danmarks Adels Aarbog 1890.

Peder Bille, till Svanholm och Öster Vallö, född ca. 1517, död 17 mars 1580, var en skånsk adelsman och danskt riksråd.

## Biografi
Bille var son till Eske Bille och fick liksom Birgitte Gjøe och andra sin första utbildning i Ringkloster av nunnan Mette Ovesdatter och var då en tämligen svag elev. Senare kom han att befinna sig hos Oluf Nielsen Rosencrantz till Vallö och Fru Ide Munk, med vars dotter Birgitte han senare trolovades (gift 1548), samt dels hos sin mormor Anne Rud (död 1533) och till sist hos Mogens Gyldenstierne på Malmöhus. 
Han sändes 1536 till lantgreve Filip av Hessens hov, var 1547 lensmand i Helsingborg, 1548-54 stiftslensmand i Århus, 1554-55 i Holbækgård, 1556 tillika förlänad Tureby och samma år riksråd. 1558-59 skickades han som diplomat  till Livland och Ryssland, 1561-66 förlänades han Roskildegård och var stiftslensmand på Själland, 1559 även arklimästare; deltog 1562 i underhandlingar med Sverige och andre makter och ledsagade vid Nordiska sjuårskrigets utbrott 1563 Fredrik II till Älvsborgs erövring, var 1564 även med Lave Brahe och sin svåger Sten Rosensparre krigskommissarie hos greve Günther af Schwarzburg; blev 1565 tillfångatagen av upproriska landsknektar i Ystad och blev därpå tillsammans med svågern krigskommissarie hos Daniel Rantzau. Bille skildrar i bevarade papper och brev från denna tid med levande färger den danska härens stora nöd och eländighet samt den upproriska ton som fanns hos de tyska legotrupperna.
När Rosensparre föll i strid 1565 vid Slaget vid Axtorna, fick Bille efter honom Kalundborg i förläning och behöll det till sin död. 1566 var han åter kommissarie hos Daniel Rantzau och ger även detta år en förfärlig skildring av förhållandena vid hären, penganöden och den dåliga administrationen. Dessa förhållande medförde att Peder Oxe kallades tillbaka efter sin exil i Tyskland. Då Oxe kort efter äktade Sten Rosensparres änka, Mette Rosenkrantz till Väster Vallö, fick Bille ett gott förhållande till denne sin nye svåger. Bille deltog sedan i skatteförhållandenas ordning, förhandlade 1569 med svenska sändebud i Ulfsbäck, blev i januari 1570 utsedd till att underhandla med Fredrik II, då denne hotade med att avveckla regeringen, deltog i fredsunderhandlingarna i Stettin 1570 och flera liknande möten tiden därefter. Vid Fredrik II:s giftermål 1572 blev han hovmästare hos drottning Sofia och hade denna ställning till sin död. Efter Peder Oxes död 1575 förde han med juridisk skicklighet de många arvsspörsmål med sin döde makes släktingar som änkan drogs in i. 
Till sin död, den 17 mars 1580, intog han en ansedd ställning både vid hovet och i riksrådet. Han användes således i förhandlingarna om de slesvigska hertigarnas länsplikt, men dog strax innan länshyllningen i Odense 1580. 
Bille fick tio barn, varav fem dog som små av pesten 1565; bland de fem efterlevende kan nämnas Oluf Bille till Vallö och Eske Bille till Svanholm.